# Voor vijftienhonderd dollar extra
Voor vijftienhonderd dollar extra is het derde album uit de stripreeks De Blauwbloezen. Het werd getekend door Louis Salvérius en het scenario werd geschreven door Raoul Cauvin. Het album werd uitgegeven in 1974.

## Verhaal
Het leger heeft twee mannen nodig om een missie uit te voeren, hiervoor krijgen ze een premie van 1500 dollar als ze de opdracht doen en nog eens 1500 als ze het er levend vanaf brengen. Chesterfield en Blutch nemen de taak aan (die eigenlijk aan alle kanten stinkt) en krijgen twee Mexicanen mee als gids. De opdracht is simpel, de mannen moeten zo veel mogelijk tijd zien te rekken om het optrekken van de Zuidelijken te beletten. Zo wordt er een watertoren omver geworpen, treinrails gesaboteerd en een hinderlaag uitgelokt, deze mislukken ook vaak onder komische omstandigheden. Als de twee de tocht overleven kunnen ze fluiten naar hun premie.

## Personages in het album
- Blutch
- Cornelius Chesterfield
- Luitenant Patterson
- Jose, Mexicaanse huurling
- Pedro, Mexicaanse huurling